# Wags
Cet article concerne le terme médiatique. Pour les autres utilisations de l'acronyme WAG, voir WAG.
Ne doit pas être confondu avec Wags the Dog That Adopted a Man.

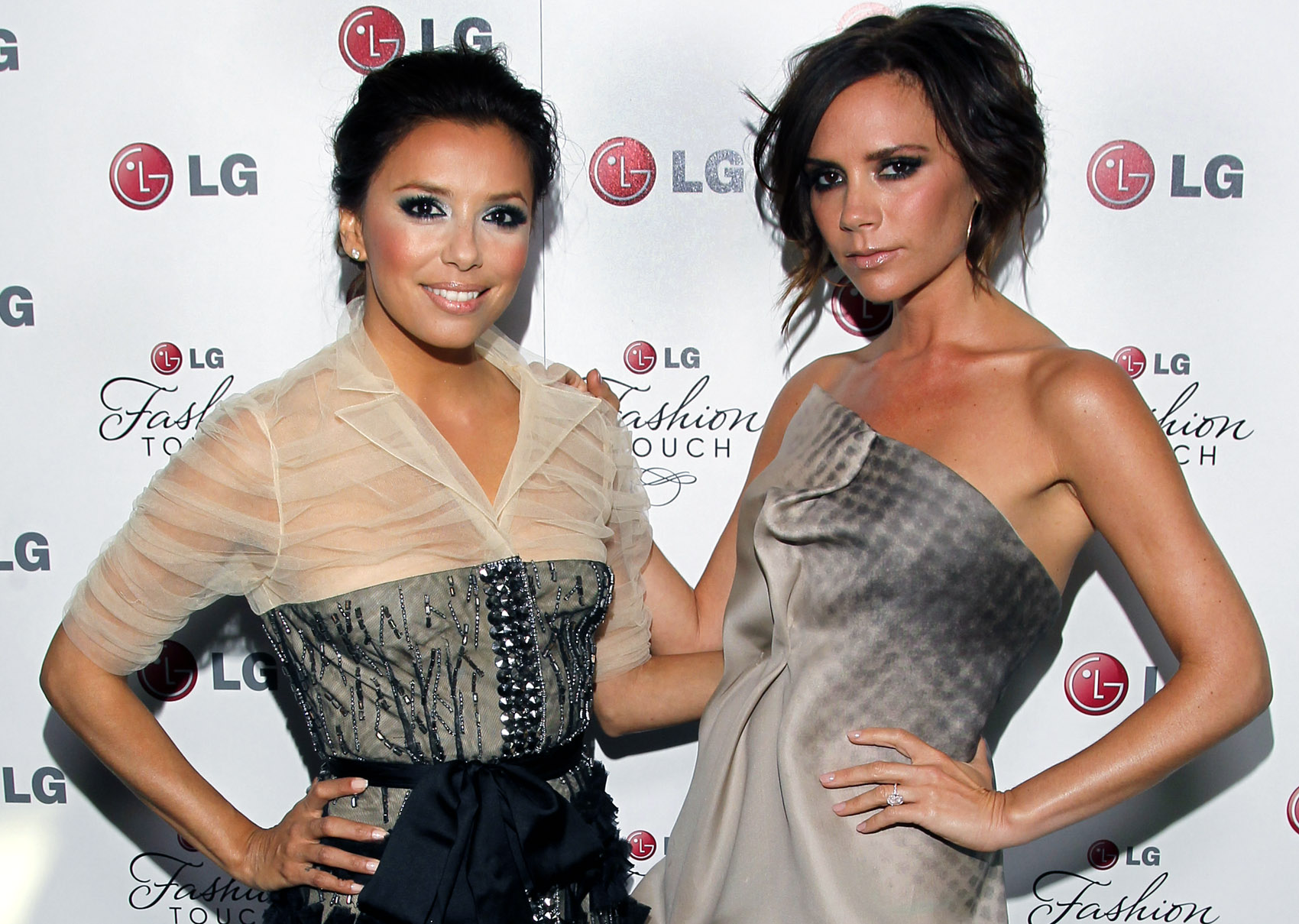
Eva Longoria Parker et Victoria Beckham en 2010.

Wags ou WAGs (acronyme de Wives And Girlfriends, litt. « épouses et petites amies ») est un terme anglais désignant les compagnes des sportifs professionnels célèbres, habituellement des footballeurs. Il peut également être utilisé au singulier, Wag ou WAG, pour se référer à une partenaire spécifique d'un sportif.
Le vocable apparaît d'abord dans la presse tabloïde britannique pour désigner les épouses et les petites amies de footballeurs célèbres, à l'origine de l'équipe d'Angleterre de football. Son usage se répand lors de la Coupe du monde de football de 2006, bien que le terme fût parfois déjà employé auparavant. L'acronyme est depuis utilisé par les médias dans d'autres pays pour décrire les partenaires féminins des sportifs en général.